# Струга (Малоритский район)
Струга (бел. Стру́га) — деревня в Малоритском районе Брестской области Беларуси. Входит в состав Великоритского сельсовета.

## География

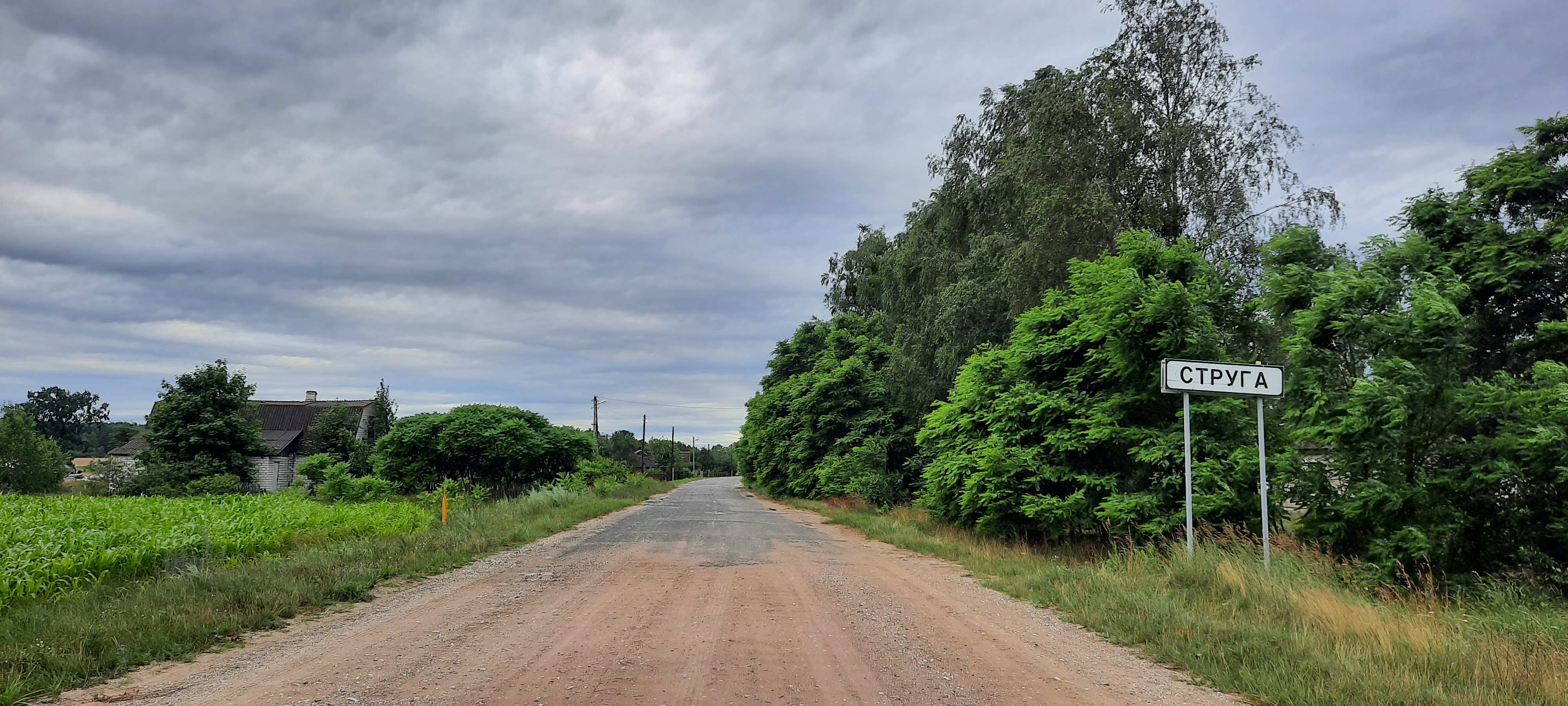

Ближайшие населённые пункты Масевичи, Пожежин, Станция Закрутин и др.
Рядом расположена железная дорога.

## История
В 1905 году в Великорытской волости Брестского уезда Гродненской губернии.

## Население

### Численность
- 2019 год — 44 жителей

### Динамика
- 1999 год — 108 жителей (перепись населения)
- 2009 год — 116 жителей (перепись населения)[2]
- 2019 год — 44 жителей (перепись населения)

## Улицы
- Лесная
- Песочная